# Governo van Agt II
Il Governo van Agt II è stato il governo dei Paesi Bassi in carica dall'11 settembre 1981 al 29 maggio 1982. Era una coalizione tra l'Appello Cristiano Democratico, il Partito del Lavoro e i Democratici 66.

## Composizione
Il gabinetto era composto da 15 ministri e 17 segretari di stato.

### Ministri
| Carica o ministero                                                            | Titolare                 | Partito |
| ----------------------------------------------------------------------------- | ------------------------ | ------- |
| Affari generali Ministro presidente                                           | Dries van Agt            | CDA     |
| Affari sociali e lavoro Affari delle Antille olandesi Viceministro presidente | Joop den Uyl             | PvdA    |
| Economia Viceministro presidente                                              | Jan Terlouw              | D66     |
| Affari esteri                                                                 | Max van der Stoel        | PvdA    |
| Giustizia                                                                     | Job de Ruiter            | CDA     |
| Interno                                                                       | Ed van Thijn             | PvdA    |
| Istruzione e scienza                                                          | Jos van Kemenade         | PvdA    |
| Finanze                                                                       | Fons van der Stee        | CDA     |
| Difesa                                                                        | Hans van Mierlo          | D66     |
| Pianificazione abitativa e regionale                                          | Marcel van Dam           | PvdA    |
| Infrastrutture e gestione delle risorse idriche                               | Henk Zeevalking          | D66     |
| Agricoltura e pesca                                                           | Jan de Koning            | CDA     |
| Cultura, attività ricreative e assistenza                                     | André van der Louw       | PvdA    |
| Salute e ambiente                                                             | Til Gardeniers-Berendsen | CDA     |
| Cooperazione allo sviluppo                                                    | Kees van Dijk            | CDA     |

### Segretari di Stato
| Carica o ministero                         | Titolare                                  | Partito |
| ------------------------------------------ | ----------------------------------------- | ------- |
| Affari esteri                              | Hans van den Broek                        | CDA     |
| Interno                                    | Saskia Stuiveling                         | PvdA    |
| Interno                                    | Gerard van Leijenhorst                    | CDA     |
| Giustizia                                  | Michiel Scheltema                         | D66     |
| Istruzione e scienza                       | Wim Deetman                               | CDA     |
| Istruzione e scienza                       | Ad Hermes                                 | CDA     |
| Finanze                                    | Hans Kombrink                             | PvdA    |
| Difesa                                     | Bram Stemerdink                           | PvdA    |
| Difesa                                     | Jan van Houwelingen dal 14 settembre 1981 | CDA     |
| Pianificazione abitativa e regionale       | Siepie de Jong                            | PvdA    |
| Trasporti e gestione delle risorse idriche | Jaap van der Doef                         | PvdA    |
| Economia                                   | Wim Dik                                   | D66     |
| Economia                                   | Piet van Zeil                             | CDA     |
| Affari sociali e lavoro                    | Hedy d'Ancona                             | PvdA    |
| Affari sociali e lavoro                    | Ien Dales                                 | PvdA    |
| Cultura, attività ricreative e assistenza  | Hans de Boer                              | CDA     |
| Salute e ambiente                          | Ineke Lambers-Hacquebard                  | D66     |